# Daiki Watari
Daiki Watari (渡 大生?, Watari Daiki; Asakita-ku, 25 giugno 1993) è un calciatore giapponese, attaccante del Tokushima Vortis.